# Bear Run
Bear Run is een Belgische band uit Gent die in 2009 de Kunstbende won en in 2010 Jonge Wolven. In 2014 wonnen ze de Lawijtstrijd.
De band ontstond in 2008 als akoestisch eenmansproject van Xavier De Clercq.
In de eerste periode werd de band aangevuld met Jasper Maekelberg (drums), Nils Vermeulen (contrabas), Justine Bourgeus (viool) en Brecht Plasschaert (toetsen).
Na 2012 werd het stil rond de band, maar in 2014 werd nieuw werk uitgebracht, in een nieuwe bezetting met Sander Stuer (drums), Naomi Bentein (bas), Mauro Bentein (gitaar), Tom Soetaert (toetsen) en Danté Verspaendonck (zang). De hernieuwde band werd in 2015 geselecteerd voor De Nieuwe Lichting van Studio Brussel.
De band speelde onder meer op Crossing Border en Incubate festival.

## Discografie
- 2015 Never Been Good (single)